# Alexander Gordon, 3:e earl av Huntly
Alexander Gordon, 3:e earl av Huntly, död 1524, var en skotsk adelsman, son till George Gordon, 2:e earl av Huntly, far till George Gordon, 4:e earl av Huntly.
Huntly inlade stor förtjänst om Hebridernas slutliga underkuvande 1504, ledde förtruppen i slaget vid Flodden (den 9 september 1513) och var en av de få skotska ädlingar, som där kom undan med livet; han satt sedan i regentskapsrådet under Jakob V:s minderårighet.